# 伯尼亚特尔
伯尼亚特尔（法語：Beugnâtre，法語發音：[bœɲatʁ]）是法国上法蘭西大區加来海峡省的一个市镇，属于阿拉斯区。

## 地理
伯尼亚特尔（50°7'46"N, 2°52'32"E）面积3.97 平方千米，位于法国上法蘭西大區加来海峡省，该省份为法国北部沿海省份，西北濒北海，南至索姆省，东临北部省。
与伯尼亚特尔接壤的市镇（或旧市镇、城区）包括：沃-弗罗库尔、莫里、邦库尔、法夫勒伊、弗雷米库尔。

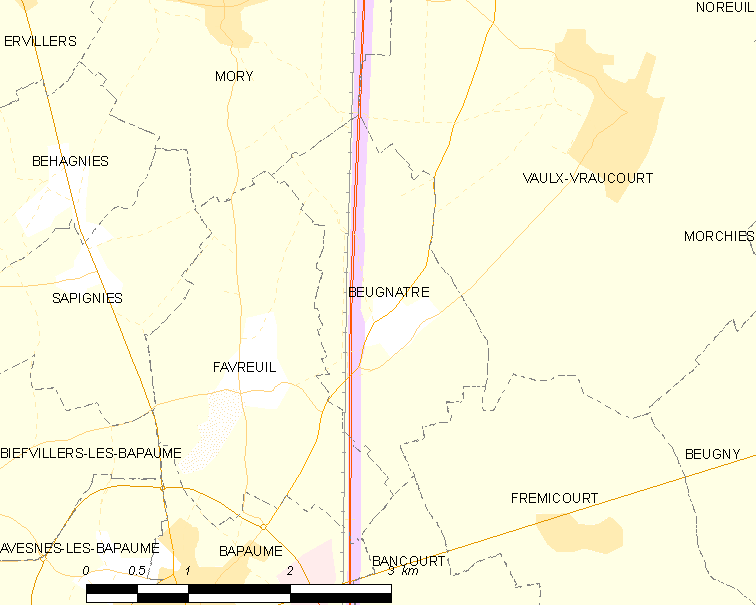
伯尼亚特尔的OSM定位图

伯尼亚特尔的时区为UTC+01:00、UTC+02:00（夏令时）。

## 行政
伯尼亚特尔的邮政编码为62450，INSEE市镇编码为62121。

## 政治
伯尼亚特尔所属的省级选区为巴波姆县。

## 人口

1962-2008年间伯尼亚特尔人口变化图示

伯尼亚特尔于2022年1月1日时的人口数量为181人。